# تومي باتلر
تومي باتلر (بالإنجليزية: Tommy Butler)‏ هو لاعب قذف أيرلندي، ولد في 1951 في Bouladuff ‏ في جمهورية أيرلندا.